# Борнейски планински екваториални гори
Борнейските планински екваториални гори, известни още като борнейски планински гори или борнейски облачни гори са планински екваториални гори, заемащи части от централен и североизточен Борнео с надморска височина над 1000 м. Под тази граница те преминават в зоната на борнейските равнинни гори. Зоната попада в регион известен като „Сърцето на Борнео“, който обаче включва и малка част от равнинните гори..

## Климат
Климатът е значително по-хладен в сравнение с равнините, като с увеличаването на надморската височина температурите падат равномерно. В местата на 1000 – 1800 метра температурите са между 22 и 27 °С, а над 2500 метра годишните температури падат до 12 – 14 °С, като денонощните температурни амплитуди стават доста по-значителни.

## Особености
Въпреки че планинските гори имат голямо биоразнообразие, броят на видовете организми е значително по-малък в сравнение с равнинните гори. Растителността има по-слабо изразена етажираност и дърветата са по-ниски. За сметка на това тези гори имат много по-гъст и разнообразен подлес.

## Флора
Борнейските планински гори се харектеризират с богат и разнообразен растителен свят. Доминират растителните видове от Индо-Малайската област, но се срещат и много растения типични за Австралийско-новогвинейската област. Тази част на Борнео е дом на огромен брой ендемити. Особено забележителни са хищните растения Непентес и орхидеите, много от които се срещат само тук.

## Фауна
Фауната на планинските гори е изключително богата на видове, въпреки че числото им е по-малко отколкото в равнинните гори. Тук живеят близо 300 вида птици, много от които са ендемити. Сред бозайниците се срещат различни видове маймуни, цивети и др. Тук живеят и редки представители на мегафауната като суматренски носорог и борнейски слон. В по-ниските части на зоната се срещат и борнейски орангутани, но те обитават предимно равнинни гори.

## Екология
Планините на Борнео са труднодостъпни и слабо проучени. Има места, които все още не са изследвани. Състоянието им е много по-стабилно в сравнение с равнинните гори, които са загубили над 70% от територията си. За разлика от тях планинските гори все още запазват 90% от някогашния си ареал. Дори големите горски пожари от 1997 – 1998 почти не са засегнали тази зона.